# Herbert Gidney
Herbert Gidney (Herbert Alfred Gidney; * 16. November 1881 in Boston; † 26. März 1963 in Fort Lauderdale) war ein US-amerikanischer Hochspringer.
1906 wurde er US-Hallenmeister.
Bei den Olympischen Spielen 1908 in London wurde er mit seiner persönlichen Bestleistung von 1,853 m Fünfter.
Herbert Gidney startete für die Boston Athletic Association.